# 日本橋 (福島縣)
日本橋（日语：／）是日本福島縣中部的一座公路桥梁，跨越五百川，连接郡山市和本宮市，承载日本4號國道的郡山西環状道路，上行线橋长158.0米，1998年通车，下行线橋长161.6米，2000年通车。